# Açude Pau dos Ferros

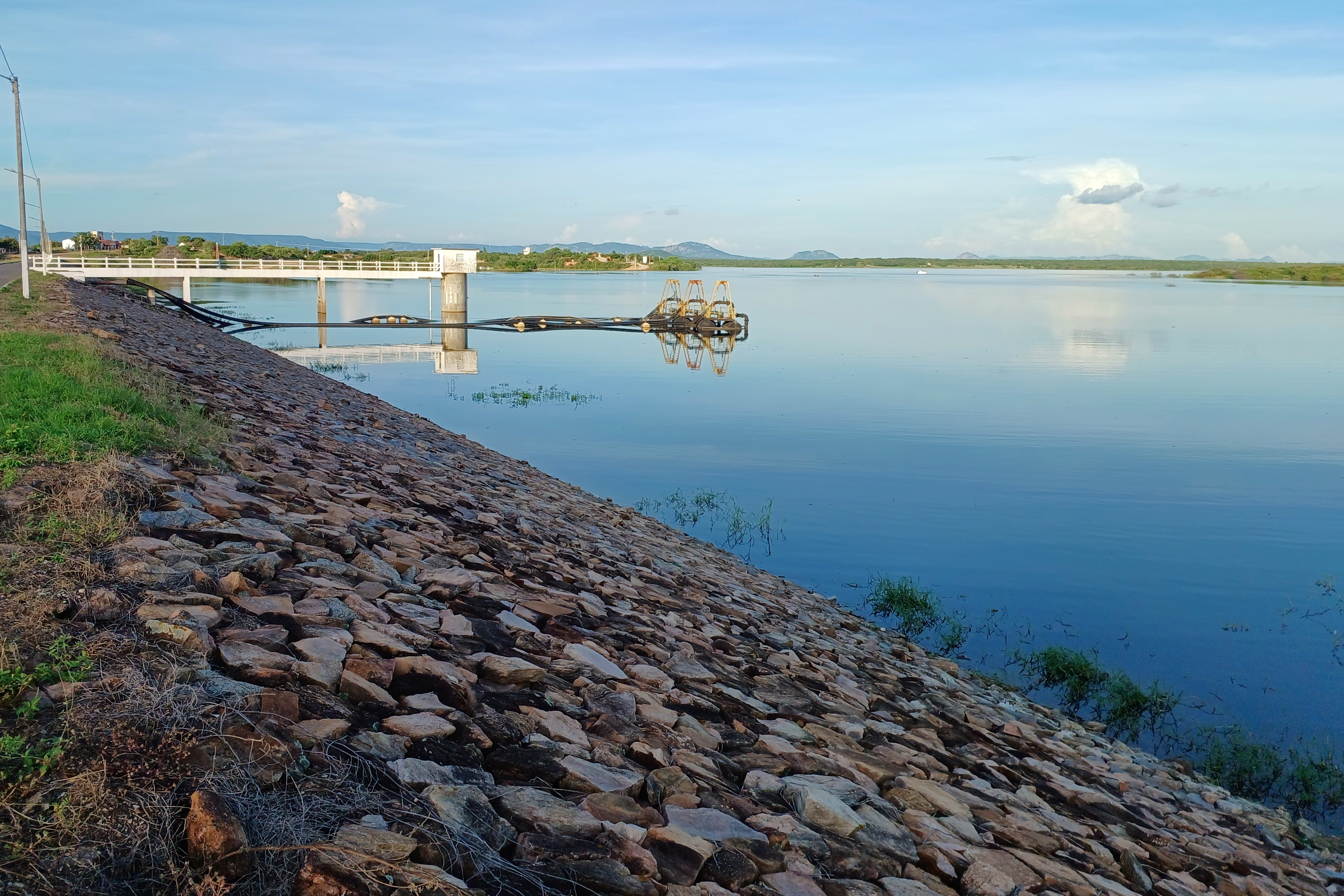
Açude Pau dos Ferros em sua capacidade máxima, com o píer e as bombas de captação do manancial em primeiro plano

O Açude Pau dos Ferros, oficialmente Açude Público Dr. Pedro Diógenes Fernandes, é um reservatório localizado em Pau dos Ferros, município brasileiro no interior do estado do Rio Grande do Norte. Situado no curso do Rio Apodi-Mossoró, a seis quilômetros do centro da cidade, é o décimo-primeiro maior reservatório do Rio Grande do Norte, com capacidade para 54 846 000 m³.
Foi construído pelo Departamento Nacional de Obras Contra as Secas (DNOCS), na gestão do prefeito Pedro Diógenes Fernandes, entre os anos de 1965 a 1967, ano de sua inauguração, atingindo sua capacidade máxima pela primeira vez em 18 de março de 1968. Sua parede tem 500 metros de comprimento e o sangradouro 240 metros de largura, sendo que sua bacia hidrográfica cobre cerca de 2 050 km² de área. A precipitação média anual é de cerca de 800 mm.